# 吴庆瑞

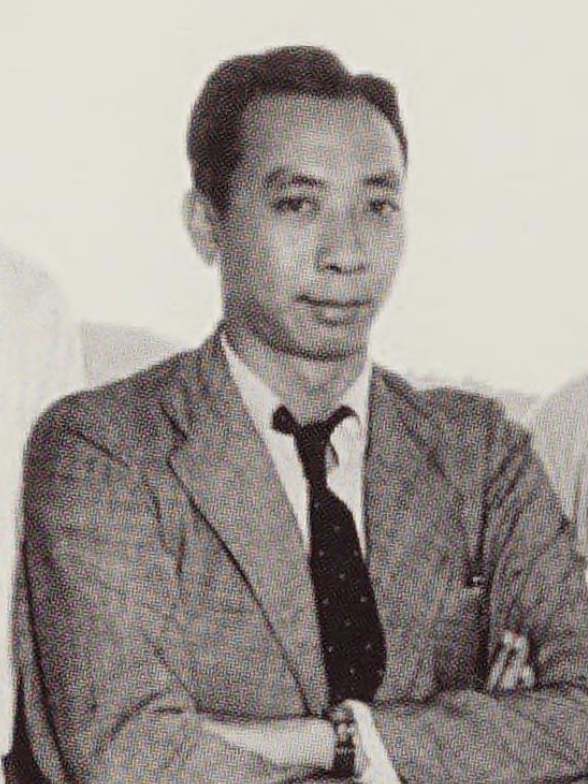
1948年的吴庆瑞

吴庆瑞博士（Dr. Goh Keng Swee，1918年10月6日—2010年5月14日），新加坡前副总理、政壇元老、新加坡國父之一。
吴庆瑞在内阁中先后擔任多项要职，包括财政部长、内政及国防部长、副总理，為新加坡的独立作出和繁荣做出了卓越的贡献，享有“新加坡经济发展总建筑师”、“新加坡经济发展之父”和“新加坡经济塑造者”等美誉。在八十年代，因与其教育部的下属潘瑞良搞婚外情而导致政治生命结束。
吴庆瑞的经济政策在短期内为新加坡带来繁荣、並紓緩了當時高失業率的問題，但忽视跨国企业对本土工业的冲击，对新加坡工业甚至高科技发展造成长期负面影响。而吴氏在担任教育部长时所推行的小学三年级分流政策，奠定了新加坡教育的精英主義政策，但同時被認為令學童的成績競爭壓力過大、扭曲教學目的，並且對社會經濟地位較差的學生不利。

## 生平
1918年10月6日，吳慶瑞出生于海峽殖民地馬六甲（今马来西亚马六甲州），祖籍為福建，之后移居新加坡。就讀萊佛士學院，並遠赴英國倫敦政經學院就讀，於該校認識多位日後將成為新加坡政要的同學。1958年，取得倫敦政經學院經濟學博士學位。

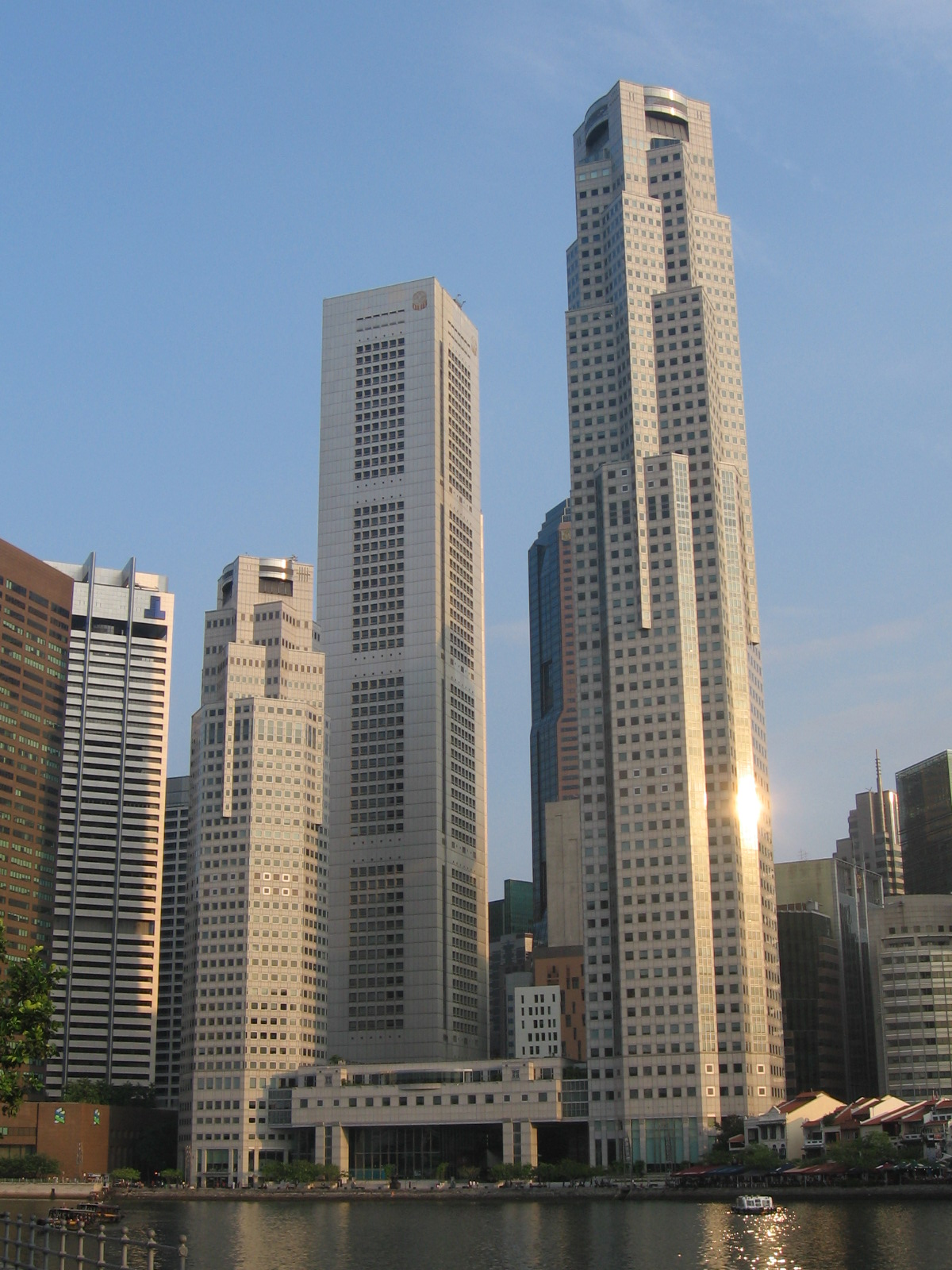
吳慶瑞使得新加坡成為世界首屈一指的國際中心.圖為UOB雙子塔

1959年，参选新加坡自治邦第1届立法议会选举，代表行动党角逐牛车水区议席并当选议员。並在接下来的5次大选中成功连任。并于同年出任新加坡第一任财政部长。
1965年至1967年间任内政及国防部长，任內提出在1967年实施强制性国民服役制度，为新加坡建立了一支属于自己的武装部队。1970年，再次受委为国防部长长达九年。
1968年至1984年间任副总理。1972年曾獲得麥格塞塞獎。
1979年2月到1980年5月，以及1981年6月到1984年12月，兩次担任教育部长。
1979年应邓小平的邀请，第一次访问中国。邓小平会见时表示，希望他退职后接受聘请，担任中国国务院的经济顾问。
1984年12月卸下内阁职务，同年退出新加坡政坛。退出政坛后，吴庆瑞也曾担任新加坡金融管理局主席、货币局主席与政府投资公司副主席等职。
1985年至1990年担任中国沿海开发区经济顾问兼旅游业顾问。吴庆瑞担任中国政府顾问近6年間，邓小平每年都会见他，详细听取他的汇报和建议，负责经济工作的谷牧副总理同他交往更加频繁。 完全退休後吳慶瑞深居简出，生活低调。当时中国国务院决定每年给他6万美元的聘金，然而也被吴庆瑞以义务为中国作顾问的答复拒绝了报酬。

## 逝世
2010年5月14日，吴庆瑞因肺部受感染，於當地時間清晨5时，在东海岸丹宝径的住家逝世，享年91岁。

### 各方悼念
- 新加坡：

新加坡总理公署发表文告，对吴博士的家属致以最深切的慰问。
新加坡政界多位重要人物均前往弔唁。在5月15日，新加坡总理李顯龍、新加坡国务资政吴作栋和贾古玛、副总理张志贤，以及多位部长、国会议员及吴博士的生前同僚前往弔唁。李顯龍在接受记者访问时，更难掩心中悲痛，两度哽咽。 
為悼念吳慶瑞，两场原订在5月22日和5月23日举行的音乐会，一场取消一场延期。
- 中华人民共和国：

中国驻新加坡大使馆临时代办王小龙5月23日到国会大厦向吴庆瑞致哀，并称吴是“中国政府和人民的真诚朋友”。
中国前副总理谷牧的後人以“谷牧全体后人”的名义，通過傳真向吴庆瑞遗孀潘瑞良发出慰问信。谷牧后人在信上说：“在他（吴庆瑞）担任中国政府经济顾问期间，与父亲（谷牧）建立了深厚的友谊。他为中国的改革开放、经济特区建设、旅游发展的谋划，发挥了积极的作用，深受中国人民的尊敬，我们永远怀念他。”
- 中華民國：

中華民國外交部於5月17日发出新闻稿表示，吴庆瑞博士为“中华民国长期友人”，其辞世对台（台灣）星（新加坡）俱为重大损失，台湾政府除表达由衷哀悼与惋惜之外，并向其家属转致最诚挚慰问之意。
- 斯里蘭卡 、 、 泰國、 等各国大使馆和最高官员公署的外交使节，也陆续到场吊唁。 [13]

### 國葬
- 5月20日至22日，吴庆瑞的遗体停放在新加坡国会大厦供公众瞻仰
- 5月20日至23日，新加坡所有建筑物，包括国会大厦、各政府机构和学校均下半旗致敬。
- 5月23日（星期天）14时30分，吳慶瑞的国葬仪式在新加坡大会堂举行。[14] 国葬只限受邀者出席。[15]

- 移柩（14时10分）

延续英国军队使用炮架载送已故国家领导人棺木的传统，吴庆瑞遗体由拖曳炮架和新加坡武装部队的吉普车运载，从国会大厦移柩到新加坡大会堂举行国葬礼。
- 前往新加坡大会堂路（14时15分~14时25分）

从国会大厦到新加坡大会堂全程1.9公里，灵柩从国会大厦出发后，转入桥北路经过图中的国会坊，再经浮尔顿路、莱佛士码头和珊顿道。途经最高法院、政府大厦、浮尔顿和珊顿道等几个新加坡重要政经据点。
- 到达新加坡大会堂（14时25分）

48名宪兵在新加坡大会堂入口处列队，八人扶灵队由海陆空三军与警察部队代表组成。
当灵柩抵达新加坡大会堂时，全场起立对吳慶瑞致以最高的敬意。新加坡环境及水源部长雅国博士率领护棺队，陪同吳的遗孀潘瑞良博士和家属入场。
接着，新加坡总理李显龙、内阁资政李光耀、淡马锡控股主席丹那巴南、吴慶瑞的长孙和外甥孙女宣读悼文。
宣读悼词仪式结束后，潘瑞良和李顯龍献上花圈。新加坡總統纳丹也把覆盖在吳慶瑞灵柩上的国旗及其生前获颁的多枚勋章献给吴庆瑞遗孀潘瑞良。
接著全场默哀一分钟。整个国葬礼以吹奏葬礼号角（Last Post）作为结束。
- 前往火化场（16时25分）

国葬礼结束，吴庆瑞的灵柩发引万礼火化场，火化仪式只是家属参与。

## 外部連結
- 吴庆瑞逝世-专题报道集-联合早报网（页面存档备份，存于）
- 开国元勋吴庆瑞博士逝世【图辑】（页面存档备份，存于）